# Miedo escénico
Uno de los padecimientos más temibles en el marco de las relaciones personales es el llamado miedo escénico o pánico escénico, un estado inhibitorio que reduce la efectividad comunicativa e impide o dificulta la capacidad expresiva de las personas afectadas.[cita requerida]

## Teoría de Yagosesky
Renny Yagosesky, escritor y orientador de la conducta, define al miedo escénico como la respuesta psicofísica del organismo, generalmente intensa, que surge como consecuencia de pensamientos anticipatorios catastróficos sobre la situación real o imaginaria de hablar en público. No obstante, esta definición es incompleta, pues el miedo escénico es habitual entre individuos que tienen que actuar ante una audiencia aunque no pronuncien una palabra, músicos, bailarines, deportistas, etcétera. Esta respuesta incluye manifestaciones de estrés, timidez y ansiedad, como preocupación, tensión corporal, inhibición, ineficacia funcional y otras formas de alteración de la normalidad en lo fisiológico, lo cognitivo y lo conductual.[cita requerida]
- Nivel fisiológico:
  - Alteración del ritmo cardíaco.
  - Sudoración copiosa.
  - Urgencia urinaria.
  - Malestar estomacal.
  - Dolor de cabeza.
  - Reducción de la secreción salivar.
  - Dilatación de las pupilas.
  - Rubor facial.
  - Sensación de "trac" o cierre de la laringe.
  - Escalofríos.
  - Náuseas.
  - Inquietud generalizada.
- Nivel cognitivo:
  - Congestión mental.
  - Expectativa de fracaso.
  - Hiperatención autocentrada.
  - Exageración perceptiva de las fallas.
  - Confusión mental.
  - Fallas de concentración.
  - Autoexigencia.
  - Temores al fracaso, al rechazo y al ridículo.
- Nivel conductual:
  - Evitación de acción.
  - Escape de la situación.
  - Comportamientos automáticos.
  - Farfulleo o atropellamiento verbal.
  - Tartamudeo
  - Bajo volumen de voz.
  - Uso de drogas calmantes o estimulantes.
  - Silencios frecuentes o largos.

Yagosesky aclara que existen frecuentes confusiones en la terminología relativa a miedo y temor, y los distingue, al señalar que el miedo es referido a una respuesta compleja de causa biológica que suele surgir frente a la presencia real y verificable de un agente percibido como aversivo, mientras que el temor es una respuesta detonada por anticipaciones mentales o cognitivas de eventos que no han acaecido. Con base en esto, el autor insiste en que, a pesar de que se utiliza la categoría compuesta "miedo escénico" y se incluye el término "miedo", en realidad hablar de "miedo escénico" implica hablar de temor, de ansiedad, pues las respuestas emitidas por las personas aquejadas tienden a manifestarse antes de actuar en público y mientras están actuando, aunque se encuentren frente a grupos que no muestran en forma alguna predisposición o rechazo. Esto sería revelador del componente intrapresonal que induce o influye en la experiencia de incomodidad.[cita requerida]

## Miedo escénico y fobia social
Varios asocian el temor de hablar en público con la fobia social, la cual es vista como uno de los trastornos de ansiedad, y destacan los errores cognitivos de quienes padecen el trastorno:
- Valoración no realista de lo que se espera de sí
- Sobreestimación de la opinión de otras personas
- Subestimación de las propias capacidades
- Sobreestimación de la idea de rechazo
- Expectativas no realistas en cuanto a las respuesta de otras personas ante nuestra ansiedad